# Prototype (відеогра)
Prototype (англ. Прототип) — відеогра жанру action-adventure з відкритим світом, розроблена компанією Radical Entertainment і випущена Activision для платформ PlayStation 3, Xbox 360 і Windows в 2009 році. В 2015 році в складі комплекту Prototype Biohazard Bundle для платформ Xbox One, PlayStation 4 було випущено перевидання гри.
Дія Prototype відбувається в сучасному Нью-Йорку, на детально змодельованому острові Манхеттен, де поширюється епідемія, що перетворює городян на кровожерливих мутантів. Головний герой гри, молодий чоловік на ім'я Алекс Мерсер, виявляє у себе надлюдські здібності і змушений ховатися на Манхеттені від спецслужб і військових, які вважають його винуватцем епідемії. Під управлінням гравця Алекс Мерсер може вільно пересуватися в відкритому світі гри, борючись з різноманітними супротивниками — від мутантів до військової техніки — аби з'ясувати що відбувається і яке справжнє джерело епідемії.

## Ігровий процес
Дія відбувається в Нью-Йорку, що потерпає від епідемії. Гравець керує Алексом Мерсером — чоловіком, який набув унаслідок зараження надлюдських здібностей і намагається дізнатись що відбувається і місті та яке джерело епідемії. Для цього йому належить знищувати заражених, перетворених хворобою на чудовиськ, і військових, які прагнуть убити його, як і решту заражених. Існують різні шляхи знищення ворогів: безпосередній бій голіруч, з використанням зброї, атаки із засідки. Він наділений перевагою над людьми та зараженими в змозі бігати по стінах і ширяти, зістрибнувши з висоти. На початку він не має якихось особливих прийомів бою, але з часом відкриває такі здатності, як трансформація рук у зброю чи покриття тіла панцирем. Герой здатен поглинати біоматеріал ворогів, що дозволяє здійснювати спеціальні атаки.
Алекс може приховуватися від ворогів у тіні чи за перешкодами, і про рівень його непомітності сигналізує спеціальний індикатор. Коли Алекс прихований, він може виконати спеціальні прийоми проти ворогів. Приховування може досягатися також маскуванням під різних людей. Алекс здатен перебувати в своїй звичайній формі, формі цивільного або військового, що дозволяє проникати на різні території непоміченим. У подобі військового він до того ж має змогу брати зброю та керувати військовою технікою, не викликаючи підозр. Аби замаскуватися під іншу людину, Алек повинен поглинути її.
Prototype примітна тим, що місто Нью-Йорк, а зокрема район Манхеттен, з самого початку цілком доступний для відвідування. В ньому гравцеві надається можливість виконувати як сюжетні, так і додаткові місії, в будь-якому порядку і будь-якими доступними способами. Для орієнтації в ігровому просторі існує карта, на якій позначено всі доступні для проходження завдання, а також стратегічні точки розташування мутантів і військових. Завдання можуть включати знищення всіх ворогів на території, знищення конкретного ворога чи захист союзників. Кордонами карти є водні ресурси і перекриті військовою технікою мости. При спробі покинути місто по головному герою завдається артилерійський або ракетний удар (залежно від способу втечі), після якого на високому рівні складності головний герой гине або потрапляє в воду, з якої тут же вистрибує в сторону берега (те ж саме відбувається і в озерах центрального парку).
За знищення багатьох ворогів і виконання завдань Алекс отримує очки еволюції, що витрачаються на вдосконалення пересування, сили, здібностей, витривалості, приховування та прийомів бою. Поглинаючи спеціально позначених ворогів, Алекс може отримати їхні спогади, що складають «Тенета інтриг». Знаходячи зв'язки між спогадами, він може відкрити додаткові завдання.

## Сюжет
Молодий чоловік Алекс Мерсер отямлюється в морзі в штаб-квартирі корпорації «Гентек», розташованої на Манхеттені, коли йому мають зробити розтин. Мерсер тікає з моргу, та йому намагаються перешкодити найманці організації «Чорна Варта» (англ. Blackwatch). В бою з ними Алекс виявляє у себе надлюдські здібності: силу, здатність бігати по стінах, високо стрибати, набувати подоби інших людей, бачити спогади загиблих і формувати із власної плоті зброю. Поглинувши одного з командирів «Чорної Варти», Алекс пригадує, що в нього є сестра Дана, і вирушає на її пошуки. Дана розповідає йому, що Алекс працював у «Гентек» і був главою відділу, який розробляв біологічну зброю. Алекс залишає Дану шукати інформацію про «Гентек», а сам вирушає до своєї квартири, яку підриває «Чорна Варта».
Розправившись із військовими, Мерсер поглинає їхнього командира і дізнається з його спогадів, що в нього була дівчина — Карен Паркер. Тим часом по місту розповсюджується невідомий вірус, що перетворює населення на агресивних зомбі. Дана дізнається, що Алекс працював над проєктом «Чорне Світло» (англ. Blacklight), досліджуючи Елізабет Грін, яка все ще перебуває в будівлі «Гентек». Мерсер вирушає туди, звільняє Елізабет, але вона тікає і бере під контроль армію заражених.
Тоді Алекс розшукує Карен Паркер, яка виявляється вченою-мікробіологом. Щоб допомогти їй вивчити вірус, Алекс збирає генетичний із заражених цистерн і «вуликів», які поширюють вірус. Але в останньому вулику він зустрічає капітана Кроса, спецагента «Чорної Варти», з чого розуміє, що Паркер зрадила його та послала в пастку. Крос вводить Мерсеру сироватку, що нейтралізує частина його здібностей, але Алексу все ж вдається втекти.
Дана радить йому звернутися до патологоанатома Регланда, котрий раніше працював у «Гентек». Алекс захоплює танк і доставляє на ньому Регланда на зруйновану військову базу. Там патологоанатом збирає матеріали, що стосуються сироватки, і знаходить спосіб вилікувати Мерсера, що заражений тим же вірусом. Коли Алекс повертається до сховку Дани, її викрадає чудовисько. Поглинувши багатьох заражених, Мерсер встановлює з їхніх спогадів, що Дану викрала Елізабет Грін і тримає її укріпленому вулику в центрі міста. Алекс захоплює ракетний танк, проникає всередину вулика і вводить Грін сироватку, розроблену Регландом. Проте замість лікування, це наділяє Грін новими силами і вона створює величезне чудовисько «вищого мисливця». Перемігши його, Алекс забирає Дану з вулика, та «вищий мисливець» починає відновлюватися з останків.
Поглинаючи військових і цивільних, які брали участь у проєкті, Алекс дізнається, що вірус «Чорне світло» розроблявся американською армією як біологічна зброя. Ще в 1960-і його попереднім штамом було заражено містечко Хоуп в Айдахо, і єдиною вцілілою виявилась вагітна Елізабет Грін. Подальші дослідження вірусу проводилися над нею і її дитиною. «Чорна Варта» розпилює над містом токсин, що отруює Мерсера, і присилає загони суперсолдатів. Для боротьби з підземними організмами, породженими вірусом, «Чорна Варта» закачує під Таймс-Сквер отруту. Елізабет реагує на це, створивши велетенську потвору. Алекс об'єднується з «Чорною Вартою» і долає істоту, а потім добирається до Елізабет і поглинає її.
Алексу телефонує невідомий чоловік і дає йому вказівки як дістатися до Макмаллена — глави проєкту «Чорне Світло». Той допомагає пригадати як Алекс, дізнавшись про вбивства всіх, причетних до розробки вірусу, вирішив утекти, прихопивши з собою зразок вірусу в пробірці. Солдати «Чорної Варти» наздогнали Алекса на Пенсильванському вокзалі, де Алекс розбив пробірку. Звільнений вірус заразив тіло Алекса, використав його мозок для самоусвідомлення та отримав таким чином втілення, котрим і є теперішній Алекс
Невідомими благодійником виявляється капітан Крос. Він застерігає Алекса, що генерал Рендалл, який командував знищенням містечка Хоуп, уже віддав наказ про підрив на Манхеттені атомного боєзаряду. Щоб зупинити його, Крос пропонує захопити полковника Таггарта, який бажає втекти з Манхеттена до вибуху. Здійснивши це, Мерсер і Крос відправляються на борт авіаносця «Рейган», де знаходиться штаб «Чорної Варти». Алекс убиває Рендалла, але тут Крос каже, що, поглинувши Мерсера, він зможе пережити ядерний вибух, і показує, що насправді він — це відновлений «вищий мисливець». Істота, завдяки ранішому контакту з Алексом, переймає його здібності, та зрештою програє. Таймер бомби тим часом відраховує час до вибуху, Алекс відвозить бомбу на вертольоті в океан, де вона й вибухає.
З монологу в фіналі з'ясовується, що втілення вірусу вижило і тепер усвідомлює себе як окрему від Алекса істоту. В титрах журналісти й військові повідомляють, що інфекція подолана і місто поступово відновлюється.

## Ігровий рушій
У грі використовується ігровий рушій Titanium, розроблений студією RadicalEntertainment.
У грі досить великий набір руйнованого довкілля, гравець може піднімати і кидати машини, ящики і т. ін., підривати цистерни, руйнувати деякі будинки, в тому числі будинки, перетворені на «вулики» мутантів, або бази військових, ламати дерева, ліхтарні стовпи і т. д. Завдяки цьому гру можна віднести до sandbox-ігор, що дає можливість послуговуватися різними стилями проходження тих чи інших місій. Також в грі реалізований ефект зміни дня і ночі.

## Оцінки
| Агрегатор  | Оцінка | Оцінка | Оцінка |
| Агрегатор  | PC     | PS3    | X360   |
| ---------- | ------ | ------ | ------ |
| Metacritic | 79/100 | 79/100 | 78/100 |

| Видання                            | Оцінка | Оцінка                  | Оцінка                  |
| Видання                            | PC     | PS3                     | X360                    |
| ---------------------------------- | ------ | ----------------------- | ----------------------- |
| Destructoid                        | Н/Д    | Н/Д                     | 7.5/10                  |
| Eurogamer                          | Н/Д    | Н/Д                     | 7/10                    |
| Game Informer                      | Н/Д    | 7.25/10                 | 7.25/10                 |
| GamePro                            | Н/Д    | [ 11 ]                  | [ 11 ]                  |
| GameRevolution                     | Н/Д    | C+                      | C+                      |
| GameSpot                           | 8.5/10 | 8.5/10                  | 8.5/10                  |
| GameSpy                            | [ 15 ] | [ 16 ]                  | [ 16 ]                  |
| GameTrailers                       | Н/Д    | Н/Д                     | 8.6/10                  |
| GameZone                           | 9/10   | 9.4/10                  | 7.8/10                  |
| Giant Bomb                         | Н/Д    | [ 22 ]                  | [ 22 ]                  |
| IGN                                | 7.5/10 | (AU) 8.5/10 (US) 7.5/10 | (AU) 8.5/10 (US) 7.5/10 |
| Official Xbox Magazine (США)       | Н/Д    | Н/Д                     | 8.5/10                  |
| PC Gamer (Велика Британія)         | 86%    | Н/Д                     | Н/Д                     |
| PlayStation: The Official Magazine | Н/Д    | [ 27 ]                  | Н/Д                     |

Гра отримала загалом позитивний прийом, здобувши на агрегаторі Metacritic 79 балів зі 100 для Windows і PlayStation 3, та 78/100 для Xbox 360. Після виходу в Steam, гра очолила продажі в перший тиждень продажів. Версія Prototype для Xbox 360 стала найпопулярнішою грою в Північній Америці в червні 2009 року, продавшись обсягом понад 419 9 тис. одиниць, що зробило гру платиновим хітом. Станом на березень 2012 року, у світі було продано 2,1 мільйона примірників.
Гра зайняла третє місце в номінації «Екшен року» (2009) журналу «Ігроманія».

## Сиквел
- Prototype 2

## посилання
- Офіційний сайт [Архівовано 3 жовтня 2016 у Wayback Machine.] (англ.)